# Tudum Festival
Tudum Festival, Festival Tudum ou Tudum: Um Evento Mundial Para Fãs é um evento brasileiro de cultura pop que cobre os filmes e séries de televisão originais da Netflix. Realizado pela primeira vez em janeiro de 2020, o evento é apresentado por Maisa Silva e traz cantores, atores e atrizes da Netflix para divulgar novo trabalho, conhecer e brincar com o público brasileiro. Atualmente, o festival já teve três edições.

## História

### Primeira edição
A primeira edição, em janeiro de 2020 foi realizada no Parque Ibirapuera em São Paulo, tendo público de mais de 50.000 pessoas durante os quatro dias e grandes nomes das produções originais da Netflix como Lana Condor, Noah Centineo, Larissa Manoela e Jottapê, com shows de Anavitória, Melim, Projota, Kevin o Chris, Gretchen e Tropkillaz. O evento reuniu cenários de diversas séries, como Stranger Things, Sex Education e Sintonia, para que o público tivesse uma experiência imersiva e possa se sentir parte de seus seriados favoritos.

### Segunda edição
A segunda edição, em novembro de 2020, foi realizada totalmente online dadas as circunstâncias de distanciamento social e quarentena causados pela pandemia de COVID-19. A Netflix decidiu criar uma versão online do festival apresentado por Maisa Silva e nomes das suas produções originais como Ashley Park, Lucas Bravo, Joel Courtney e Leah Lewis com shows de Marília Mendonça, Pabllo Vittar, Emicida, Jottapê e Mila. O evento também ganhou uma versão almanaque que foi distribuída fisicamente e digitalmente, com o objetivo de expandir o evento e abranger todo o território nacional. A Netflix disponibilizou gratuitamente a edição virtual e distribuiu 100 mil exemplares de um almanaque com diversas histórias, jogos e atividades sobre as séries e filmes.

### Terceira edição
A terceira edição, em setembro de 2021, foi batizada de "Tudum: Um Evento Mundial Para Fãs", um evento online que inclui públicos de outros países. O evento foi transmitido no YouTube, Facebook e Twitch em 25 de setembro.

### Quarta edição
O evento foi transmitido em 24 de setembro de 2022.

### Formato misto

#### Sexta edição
A edição de 2025 foi realizada em 31 de maio no Kia Forum, na Grande Los Angeles, Estados Unidos, e foi a primeira vez que o evento teve uma perspectiva mais global. Ao contrário das edições anteriores, o evento foi transmitido ao vivo pela Netflix. Lady Gaga se apresentou no evento, e Cookie Monster da Vila Sésamo apareceu no evento para promover a próxima 56ª temporada.

## Programação
| Ano  | Data               | Local                         | Participação |
| ---- | ------------------ | ----------------------------- | --- |
| 2020 | 25 – 28 de Janeiro | Parque Ibirapuera - São Paulo | Larissa Manoela, Jottapê, Christian Malheiros, Bruna Mascarenhas, Projota, Whindersson Nunes, MC Soffia, Anavitória, Tropkillaz, Kevin o Chris, Amanda Ramalho, Giovanna Ewbank, Karol Conká, Melim, Plutão Já Foi Planeta, Maisa Silva, Lana Condor, Noah Centineo, Gretchen, Vítor diCastro e Mandy Candy. |
| 2020 | 3 – 5 de Novembro  | Estúdios Quanta - São Paulo   | Maisa Silva, Marília Mendonça, Noah Centineo, Anitta, Gloria Groove, Alexia Twister, Lucas Bravo, Ashley Park, Foquinha, Yankel Stevan, Ana Valeria Becerril, Pabllo Vittar, Jottapê, Mila, Joel Courtney, Christian Malheiros, Bruna Mascarenhas, Felipe Castanhari, KondZilla, Lellê, Danilo Mesquita, Emicida, Thiaguinho, Madison Reyes, Charlie Gillespie, Leah Lewis, Alexxis Lemire, Thalita Rebouças, Klara Castanho, Kíria Malheiros, Fernanda Concon, Júlia Gomes, Giovanna Lancellotti, André Luiz Frambach, Jorge López e Gabz. |
| 2021 | 25 de Setembro     | Estúdios Quanta - São Paulo   | Lilly Singh, Dwayne Johnson, Matt Duffer, Gaten Matarazzo, Ross Duffer, Joe Keery, Álvaro Morte, Jason Bateman, Jonathan Majors, Idris Elba, Jeymes Samuel, Kevin Hart, D Smoke, Maisa Silva, Bruna Marquezine, Manu Gavassi, Maitreyi Ramakrishnan, Ncuti Gatwa, Kedar Williams-Stirling, Julio Peña, Clara Galle, Eric Masip, Guillermo Lasheras, Natalia Azahara, Hugo Arbués, Emilia Lazo, Maite Perroni, Alejandro Speitzer, Finn Wolfhard, Caleb McLaughlin, Radhika Apte, Sanjay Leela Bhansali, Nicola Coughlan, Charithra Chandran, Simone Ashley, Jonathan Bailey, Neil Gaiman, Tom Sturridge, Kirby Howell-Baptiste, Chris Hemsworth, Sam Corlett, Frida Gustavsson, Leo Suter, Georgina Rodríguez, Lee Seung-gi, Eun Ji-won, Kim Heechul, Kai, Park Na-rae, Jo Bo-ah, John Cho, Jennifer Aniston, Adam Sandler, Imelda Staunton, Elliot Page, David Castañeda, Tom Hopper, Emmy Raver-Lampman, Robert Sheehan, Aidan Gallagher, Ritu Arya, Matthias Schweighöfer, Nathalie Emmanuel, Stuart Martin, Ruby O. Fee, Guz Khan, Zack Snyder, Deborah Snyder, Wesley Coller, Colin Kaepernick, Greeicy Rendón, Nick Kroll, Jennifer Lawrence, Adam McKay, Millie Bobby Brown, Louis Partridge, Henry Cavill. |